# Nelson Mandela Championship 2012
Het Nelson Mandela Championship 2012 was een nieuwe golftoernooi dat liep van 6 tot en met 9 december 2012 en werd gespeeld op de Royal Durban Golf Club in Durban. Het toernooi maakte deel uit van de Sunshine Tour 2012 en de Europese PGA Tour 2013.

## Verslag
De eerste twee dagen regende het zo hard dat er niet gespeeld kon worden. Voor de laatste twee rondes werd de baan ingekort. Er waren acht par-3 holes en de totale par was nog maar 65. Het toernooi eindigde in een play-off waarbij Scott Jamieson twee spelers versloeg, Eduardo de la Riva en Steve Webster.
De trofee bestond uit een kleurrijk kunstwerk: een oude Nelson Mandela zit op een groene stoel voor te lezen aan enkele Zuid-Afrikaanse kinderen die op de grond zitten te luisteren.
| Speler             | R1 | Stand | R2 | Totaal | Totaal | Stand |
| ------------------ | -- | ----- | -- | ------ | ------ | ----- |
| Scott Jamieson     | 66 | T67   | 57 | 123    | -7     | 1     |
| Eduardo de la Riva | 62 | T5    | 61 | 123    | -7     | T2    |
| Steve Webster      | 63 | T15   | 60 | 123    | -7     | T2    |
| Morten Orum Madsen | 60 | 1     | 64 | 124    | -6     | T4    |
| Tim Clark          | 60 | 1     | 64 | 124    | -6     | T4    |

| Leider |  | Toernooirecord |